# Francis de Quervain

Francis de Quervain

Francis de Quervain (* 26. August 1902 in Bern; † 11. April 1984 in Zürich; heimatberechtigt in Bern, Burgdorf BE und Vevey) war ein Schweizer Geologe, Materialkundler und Hochschullehrer.

## Leben und Wirken
Francis de Quervain entstammte einer hugenottischen Familie. Er war Sohn des Restaurators Karl Francis Alfred und der Emma Helene, geborene Paur. Er heiratete 1948 Anna Maria Baumgartner, Tochter des Kunstmalers und Graphikers (August) Viktor Baumgartner.
Ab 1921 absolvierte de Quervain ein Studium an der ETH Zürich und promovierte 1927 in Naturwissenschaften. Zunächst übernahm er eine Assistentenstelle bei Paul Niggli, der ihn mit gesteinstechnischen Untersuchungen für die Eidgenössische Materialprüfanstalt beauftragte. Hier entstand 1927 auf Initiative von Niggli, der als Präsident der Geotechnischen Kommission vorstand, die Geotechnische Prüfstelle am Mineralogisch-petrographischen Institut der ETH.
1928 wurde er Leiter der Geotechnischen Prüfungsstelle Zürich und Sekretär der Schweizerischen Geotechnischen Kommission. Zwischen 1932 und 1948 war de Quervain Aktuar dieser Kommission und von 1949 bis 1974 deren Präsident.
1943 folgte die Habilitation auf dem Gebiet der technischen Gesteinskunde an der ETH mit einem Thema über das Verhalten der Baugesteine gegenüber Witterungseinflüssen. Hierüber begann de Quervain ab 1945 Vorlesungen zu halten, zunächst als Privatdozent und seit 1956 mit einer ausserordentlichen Professur. Diese Lehrtätigkeit über technische Gesteinskunde setzte er ab 1965 als ordentlicher Professor fort. Zu den Studenten seiner Vorlesungen zählten künftige Geologen und Petrographen, Bauingenieure und Kulturingenieure, zeitweilig sogar Architekten. Sein Tätigkeitsfeld erweiterte sich auf Erzlagerstätten und keramische Rohstoffe. Als Leiter eines Arbeitsausschusses zur Untersuchung von Mineralen und Gesteinen widmete er sich der Erkundung von Uran- und SE-Lagerstätten. Nach Beendigung seines aktiven Berufslebens berief ihn der Bundesrat zum Berater der Eidgenössischen Kommission für Denkmalpflege.
Des Weiteren wirkte de Quervain als Redaktor der Schweizerischen mineralogischen und petrographischen Mitteilungen und hat etwa 150 wissenschaftliche Publikationen verfasst. Von ihm stammt in Zusammenarbeit mit anderen Autoren auch die Geotechnische Karte der Schweiz (1:200.000) in vier Blättern, die 1967 abgeschlossen wurde. Zudem war de Quervain Mitglied zahlreicher wissenschaftlicher Organisationen, wo de Quervain neben seinem petrografischen auch sein grosses kunstgeschichtliches Wissen einbrachte. Im Jahre 1976 wurde ihm von der Universität Bern der Dr. h. c. verliehen.
Der Nachlass von Francis de Quervain befindet sich bei Fachgruppe Georessourcen Schweiz (bis 2018 Schweizerische Geotechnische Kommission) der ETH Zürich.

## Publikationen (Auswahl)
- mit Max Gschwind: Die nutzbaren Gesteine der Schweiz. Bern 1934 (Nachauflagen 1949, 1969)
- mit Armin von Moos: Technische Gesteinskunde. Verlag Birkhäuser, Basel 1948
- Steine schweizerischer Kunstdenkmäler. Manesse, Zürich 1979, ISBN 978-3-7175-8032-4.
- Gesteinsarten an historischen Bau- und Bildwerken der Schweiz. 10 Bände. Institut für Denkmalpflege-Eidgenössische Technische Hochschule, Zürich 1983–1985.